# Ministre d'État aux Transports
Le ministre d'État aux Transports est un poste ministériel de second rang affilié au département des Transports du gouvernement du Royaume-Uni et sous l'autorité du Secrétaire d'État aux Transports.
On retrouve également une liste de sous-secrétaire d'État parlementaire aux Transports, qui est un ministre de rang inférieur du gouvernement, situé après le ministre d'État.

## Ministre d'État aux Transports
| Nom | Nom                 | Portrait  | Mandat            | Mandat            | Parti politique    | P.M.       | P.M.      | Secrétaire      |
| --- | ------------------- | --------- | ----------------- | ----------------- | ------------------ | ---------- | --------- | --------------- |
|     | Gavin Strang        |           | 2 mai 1997        | 18 juin 1998      | Travailliste       |            | Blair     | Prescott        |
|     | John Reid           |           | 27 juillet 1998   | 17 mai 1999       | Travailliste       |            | Blair     | Prescott        |
|     | Helen Liddell       |           | 17 mai 1999       | 29 juillet 1999   | Travailliste       |            | Blair     | Prescott        |
|     | Gus Macdonald       |           | 29 juillet 1999   | 8 juin 2001       | Travailliste       |            | Blair     | Prescott        |
|     | John Spellar        |           | 8 juin 2001       | 12 juin 2003      | Travailliste       | Byers      | Blair     |                 |
|     | John Spellar        | Darling   | 8 juin 2001       | 12 juin 2003      | Travailliste       |            | Blair     |                 |
|     | Kim Howells         |           | 12 juin 2003      | 10 septembre 2004 | Travailliste       |            | Blair     |                 |
|     | Tony McNulty        |           | 10 septembre 2004 | 9 mai 2005        | Travailliste       |            | Blair     |                 |
|     | Stephen Ladyman     |           | 9 mai 2005        | 27 juillet 2007   | Travailliste       |            | Blair     |                 |
|     | Stephen Ladyman     | Alexander | 9 mai 2005        | 27 juillet 2007   | Travailliste       |            | Blair     |                 |
|     | Rosie Winterton     |           | 28 juillet 2007   | 3 octobre 2008    | Travailliste       |            | Brown     | Kelly           |
|     | Andrew Adonis       |           | 3 octobre 2008    | 5 juin 2009       | Travailliste       | Hoon       | Brown     |                 |
|     | Sadiq Khan          |           | 7 juin 2009       | 11 mai 2010       | Travailliste       | Adonis     | Brown     |                 |
|     | Theresa Villiers    |           | 12 mai 2010       | 4 septembre 2012  | Conservateur       |            | Cameron   | Greening        |
|     | Simon Burns         |           | 5 septembre 2012  | 5 octobre 2013    | Conservateur       | McLoughlin | Cameron   |                 |
|     | Susan Kramer        |           | 5 octobre 2013    | 8 mai 2015        | Libéral-démoocrate | McLoughlin | Cameron   |                 |
|     | John Hayes          |           | 15 juillet 2014   | 11 mai 2015       | Conservateur       | McLoughlin | Cameron   |                 |
|     | Robert Goodwill     |           | 11 mai 2015       | 16 juillet 2016   | Conservateur       | McLoughlin | Cameron   |                 |
|     | John Hayes          |           | 16 juillet 2016   | 9 janvier 2018    | Conservateur       | May        | Grayling  |                 |
|     | Jo Johnson          |           | 9 janvier 2018    | 9 novembre 2018   | Conservateur       | May        | Grayling  |                 |
|     | Jesse Norman        |           | 12 novembre 2018  | 23 mai 2019       | Conservateur       | May        | Grayling  |                 |
|     | Michael Ellis       |           | 23 mai 2019       | 25 juillet 2019   | Conservateur       | May        | Grayling  |                 |
|     | Chris Heaton-Harris |           | 25 juillet 2019   | en cours          | Conservateur       | Johnson    | Shapps    |                 |
|     | George Freeman      |           | 26 juillet 2019   | 13 février 2020   | Conservateur       | Johnson    | Shapps    |                 |
|     | Andrew Stephenson   |           | 13 février 2020   | 19 décembre 2021  | Conservateur       | Johnson    | Shapps    |                 |
|     | Wendy Morton        |           | 19 décembre 2021  | 6 septembre 2022  | Conservateur       | Johnson    | Shapps    |                 |
|     | Trudy Harrison      |           | 7 juillet 2022    | 7 septembre 2022  | Conservateur       | Johnson    | Shapps    |                 |
|     | Kevin Foster        |           | 7 septembre 2022  | 26 octobre 2022   | Conservateur       | Truss      | Trevelyan |                 |
|     | Lucy Frazer         |           | 8 septembre 2022  | 26 octobre 2022   | Conservateur       | Truss      | Trevelyan |                 |
|     | Huw Merriman        |           | 27 octobre 2022   | 5 juillet 2024    | Conservateur       | Sunak      | Harper    |                 |
|     | Peter Hendy         |           | 8 juillet 2024    | en cours          | Travailliste       |            | Starmer   | Haigh Alexander |